# Bembidion munroi
Bembidion munroi är en skalbaggsart som först beskrevs av Sharp 1903.  Bembidion munroi ingår i släktet Bembidion och familjen jordlöpare.

## Underarter
Arten delas in i följande underarter:
- B. m. munroi
- B. m. brevicolle